# Ulse Sogn
Ulse Sogn 
ist eine Kirchspielsgemeinde (dän.: Sogn)
auf der Insel Sjælland im südlichen Dänemark.
Bis 1970 gehörte sie zur Harde Fakse Herred im damaligen Præstø Amt, danach zur Rønnede Kommune im Storstrøms Amt, die im Zuge der  Kommunalreform zum 1. Januar 2007 in der Faxe Kommune in der Region Sjælland aufgegangen ist.
Im Kirchspiel leben 450 Einwohner (Stand: 1. Januar 2023).
Im Kirchspiel liegt die Kirche „Ulse Kirke“.
Nachbargemeinden sind im Norden Haslev Sogn, im Nordosten Sønder Dalby Sogn, im Südosten Kongsted Sogn, im Südwesten Vester Egede Sogn und im Westen Bråby Sogn.